# Matylda Pálfyová
Matylda Pálfyová (narozená Matilda Vilma Pálfiová, provdaná Mareková, 11. března 1912, Kostoľany nad Hornádom – 23. září 1944, Brestovany) byla slovenská a československá sportovní gymnastka, držitelka stříbrné medaile v soutěži družstev žen z LOH 1936 v Berlíně. Byla první ženou-sportovkyní pocházející ze Slovenska, která získala olympijskou medaili, a také první slovenskou mistryní světa.

## Život
Narodila se v obci Kostoľany nad Hornádom nedaleko Košic jako Matilda Pálfiová, ale podepisovala se jako Matylda Pálfyová. Gymnastice se věnovala v košickém sokole. Vystudovala střední školu a nastoupila do zaměstnání jako korespondentka.
V tzv. vylučovacích (čili nominačních) sokolských závodech 18. května 1936 obsadila čtvrté místo a tím si zajistila účast na Letních olympijských hrách 1936 v Berlíně. Sportovní gymnastika žen tam tehdy měla na programu jen soutěž družstev, ve které skončilo Československo na druhém místě, Pálfyová dostala z členek družstva čtvrté nejvyšší známky. Na mistrovství světa ve sportovní gymnastice 1938 v Praze získala jako členka družstva zlatou medaili, když dosáhla nejlepších výsledků ze všech na kruzích a v přeskoku. Bronz přidala ve víceboji jednotlivkyň, kde ji porazily pouze Vlasta Děkanová a Zdeňka Veřmiřovská. Lépe mohla dopadnout, kdyby hodila dál diskem, jelikož i tato disciplína tehdy patřila do gymnastického víceboje.
O rok později se přestěhovala do Bratislavy. Sportovní kariéru zakončila po roce 1938, též proto, že tehdy došlo ke zrušení Sokola na Slovensku, a věnovala se spíš atletice, vodní turistice a jezdectví.
Byla zasnoubená s hudebním skladatelem Jánem Cikkerem, ale ze svatby sešlo. V roce 1942 se jejím manželem stal vojenský prokurátor Ondrej Marek.
Ráda jezdila na koni. 23. září 1944 ale došlo při vyjížďce k nehodě, kdy se její klisna splašila. Mareková-Pálfyová spadla, utrpěla zlomeninu spodiny lebeční a ve věku 32 let zemřela. Byla pohřbena v Trnavě, ale později měly být její ostatky převezeny do Nitry. V současnosti je místo jejího hrobu neznámé.

## Odkaz
Olympijský výbor Slovenska po Pálfyové pojmenoval cenu, kterou od roku 2005 uděluje významným sportovkyním na Slovensku.